# Ельн (Східні Піренеї)
Ельн або Ельна(фр. Elne кат. Elna) — муніципалітет у Франції, а саме у історичному регіоні Північна Каталонія, у регіоні Окситанія, департамент Східні Піренеї. Населення — 9428 осіб (01.01.2021).
Муніципалітет розташований на відстані близько 700 км на південь від Парижа, 135 км на південний захід від Монпельє, 13 км на південний схід від Перпіньяна.

## Етимологія
Згідно досліджень видатного каталонського лінгвіста Жоана Коромінеса, топонім Elna походить від басконського "iri berri"(нове село), що перетворилося на іберійське Iliberis, давня назва Ельни, а також інших іберійських поселень, як наприклад Iliberri, сучасна Гранада. Виходячи з цієї форми філолог згадує можливий збіг з грецьким словом hel·lena, чи helena, яке очевидно вплинуло з часом на трасформацію до Elna (чи Euna) від первинної форми. Також існує теорія, що Elna походить від Helena, назви, яку імператор Костянтин дав місту в пам'ять про свою матір. Назва як Helna з'являється в хроніці Пере IV Арагонського ("Прийшли ми і зупинилися з шатрами під названим містом Ельною").

## Історія
Середньовіччя 
Ельна отримала статус міста в добу Середньовіччя завдяки розташуванню єпископської резиденції і таким чином стала центром однойменного єпископату, хоча з часом розвиток міста та демографічна ситуація не відбувалися відповідно до загального розвою тогочасних міст і Ельна залишилася невеличким містечком як за розмірами, так і за кількістю населення.
Ельна була центром Ельнского Єпископату між VI (572 рік) та XVII сторіччями, однак єпископ остаточно переніс свою резиденцію до Перпіньяну в 1602 році, проте єпископат і досі носить назву Ельнського та Перпіньянського.
Після падіння Римської Імперії в 476 році, вестготи, нові володарі регіону з 414 року, започаткували в Ельні центр єпископату, задокументований не раніше 571 року і таким чином отримавши статус міста, що не застосовувався в первинному римському адміністративному поділі, на відміну від Перпіньяну, який так і лишався в статусі містечка. В ті часи місто мало назву Helenae. Володарем міста був єпископ. В XVI сторіччі було закладено новий кафедральний собор святої Євлалії та святої Юлії (святі покровительки міста), в пізньоготичному стилі, на місці більш давньої церкви, але через низку причин його так і не було побудовано. В період між ХІІ та ХІІІ століттям каноніками було  побудовано клуатр, а місто в 1150 році укріплювало міські мури і завдяки цьому Ельна перетворилася на важливий фортифікований центр. Чисельні пам'ятки тогочасної фортифікації збереглися до наших часів.
Ельнський єпископат був місцем декількох церковних соборів, або так званих соборів миру, або Ельнских чи Толужських соборів, які були частиною руху Божого Миру. Перший з цих соборів був скликаний єпископом Нарбони Ґіфре Серданським в 1027 році і який поширював новий концепт Божого Перемир'я (treva de Deu), що в свою чергу був частиною середньовічного церковного руху на землях Старої Каталонії, а саме Божого Миру (pau de Deu).

Протягом довгої історії Ельна пережила чисельні облоги та напади, наприклад 25 травня 1285 року, під час Арагонського Хрестового походу, після облоги місто було захоплена війском французького короля Пилипа ІІІ Сміливого. За його наказом ворота кафедральрого собору були розторощені і мешканці міста, що там рятувались, були нещадно вибиті до ноги, а місто було пограбоване і зруйноване. 
Під час анексії Росельону Людовіком ХІ Ельна повстала проти французів і знов потрапила в облогу і була захоплена в грудні 1474 року, а видатний ватажок і захисник Ельни, Бернат д'Омс був обезголовлений, але незабаром, як і решта Росельону, місто повернулося до складу Каталонії та Арагону в 1493 році.
Важливість зростаючого поруч Перпіньяну починаючи з ХІІІ сторіччя поступово затьмарює Ельну, а єпископи все частіше обирали Перпіньян місцем своєї резиденції, що призвело до остаточного перенесення єпископату у 1602 році з офіційного дозволу папи Климента VIII, хоч і понині єпископ зветься Ельнським та Перпіньянським.
До 2015 року муніципалітет перебував у складі регіону Лангедок-Русійон. Від 1 січня 2016 року належить до нового об'єднаного регіону Окситанія.

## Демографія
Динаміка населення (Ehess і INSEE ·  ):
Розподіл населення за віком та статтю (2006):
| Стать | Всього | До 15 років | 15-24 | 25-44 | 45-64 | 65-85 | Понад 85 |
| --- | ------ | ----------- | ----- | ----- | ----- | ----- | -------- |
| Чоловіки | 3444   | 669         | 355   | 905   | 846   | 583   | 86       |
| Жінки | 3866   | 625         | 405   | 966   | 872   | 790   | 208      |
| \| Статево-вікова піраміда \| Статево-вікова піраміда \| Статево-вікова піраміда \| \| ----------------------- \| ----------------------- \| ----------------------- \| \| Чоловіки \| Вік \| Жінки \| \| 86 \| 85 + \| 208 \| \| 120 \| 80-84 \| 213 \| \| 135 \| 75-79 \| 178 \| \| 185 \| 70-74 \| 252 \| \| 143 \| 65-69 \| 147 \| \| 158 \| 60-64 \| 212 \| \| 197 \| 55-59 \| 185 \| \| 209 \| 50-54 \| 201 \| \| 282 \| 45-49 \| 274 \| \| 228 \| 40-44 \| 271 \| \| 228 \| 35-39 \| 251 \| \| 205 \| 30-34 \| 216 \| \| 244 \| 25-29 \| 228 \| \| 147 \| 20-24 \| 186 \| \| 208 \| 15-20 \| 219 \| \| 236 \| 10-14 \| 185 \| \| 224 \| 5-9 \| 216 \| \| 209 \| 0-4 \| 224 \| |        |             |       |       |       |       |          |
| Статево-вікова піраміда |        |             |       |       |       |       |          |
| Чоловіки | Вік    | Жінки       |       |       |       |       |          |
| 86 | 85 +   | 208         |       |       |       |       |          |
| 120 | 80-84  | 213         |       |       |       |       |          |
| 135 | 75-79  | 178         |       |       |       |       |          |
| 185 | 70-74  | 252         |       |       |       |       |          |
| 143 | 65-69  | 147         |       |       |       |       |          |
| 158 | 60-64  | 212         |       |       |       |       |          |
| 197 | 55-59  | 185         |       |       |       |       |          |
| 209 | 50-54  | 201         |       |       |       |       |          |
| 282 | 45-49  | 274         |       |       |       |       |          |
| 228 | 40-44  | 271         |       |       |       |       |          |
| 228 | 35-39  | 251         |       |       |       |       |          |
| 205 | 30-34  | 216         |       |       |       |       |          |
| 244 | 25-29  | 228         |       |       |       |       |          |
| 147 | 20-24  | 186         |       |       |       |       |          |
| 208 | 15-20  | 219         |       |       |       |       |          |
| 236 | 10-14  | 185         |       |       |       |       |          |
| 224 | 5-9    | 216         |       |       |       |       |          |
| 209 | 0-4    | 224         |       |       |       |       |          |

## Економіка
2010 року серед 4672 осіб працездатного віку (15—64 років) 3235 були активними, 1437 — неактивними (показник активності 69,2%, у 1999 році було 63,9%). З 3235 активних мешканців працювала 2701 особа (1444 чоловіки та 1257 жінок), безробітними було 534 (217 чоловіків та 317 жінок). Серед 1437 неактивних 377 осіб було учнями чи студентами, 509 — пенсіонерами, 551 була неактивною з інших причин.

У 2010 році в муніципалітеті числилось 3344 оподатковані домогосподарства, у яких проживали 7713,0 особи, медіана доходів виносила 14 853 євро на одного особоспоживача

## Відомі особистості
В поселенні народився:
- Етьєн Террюс (1857—1922) — французький художник.